# Ambulyx jordani
Ambulyx jordani är en fjärilsart som beskrevs av Bethune-Baker 1910. Ambulyx jordani ingår i släktet Ambulyx och familjen svärmare. Inga underarter finns listade i Catalogue of Life.